# Uracanthus ater
Uracanthus ater är en skalbaggsart som beskrevs av Lea 1917. Uracanthus ater ingår i släktet Uracanthus och familjen långhorningar. Inga underarter finns listade i Catalogue of Life.